# Slaget vid Changping
Slaget vid Changping (长平之战; Chángpíngzhīzhàn) var ett militärt slag år 260 f.Kr. i Kina under tiden för De stridande staterna mellan feodalstaterna Qin och Zhao. Slaget var ett av världshistoriens absolut blodigaste då 400 000 soldater eller fler från Zhao dödades.
År 265 f.Kr. invaderar Qin regionen kring Taihangbergen i riket Han för att ta över kontrollen av Shangdang (上党) i dagens Shanxi-provins. Efter att Shangdang ockuperats erbjöd Han att Zhao fick ta över territoriet för att försöka försvara det. Zhao skickar generalen Zhao She för att löstara regionen, men besegras snabbt av Qins styrkor.
260 f.Kr har Qin under ledning an genrealn Wang He tagit full kontroll över Shangdang. Zhao's styrkor, nu under ledning av generalen Liao Po, avvaktar passivt i den starkt befästa staden Changping (nordväst om dagens Gaoping i Shanxi) för att vänta ut Qin. Qins styrkor försöker provocera Liao Po att lämna sitt försvarade fäste, men Liao Po avvaktar. 
I det dödläge som uppstått sprider Qin rykten om att Lian Po är för gammal för strid och är redo att ge upp och att Qin skulle vara rädd att Zhao sätter in generalen Zhao Kuo (赵括) i striden. Detta leder till att Zhao byter ut Lian Po mot den betydligt mindre erfarna Zhao Kuo. Zhao Kuo var son till den kända generalen Zhao She, och dessutom omtyckt av Zhaos kung. I och med att Zhao bytte general bytte även Qin ut Wang He mot Bai Qi.
Qinstyrkorna retirerade från Changping vilket fick Zhao Kuo att förfölja efter dem med en del av sin styrka. Zhaos förföljande styrka lurades i ett bakhåll och skars av från dess huvudstyrka och de kapitulerade. Qin's Kung Zhaoxiang rekryterade fler soldater för att hindra att Zhao från att sätta in hjälpstyrkor. Changping belägrades i 46 dagar, och när provianten tog slut gjorde Zhao's arme ett lönlöst försök att attackera Qins soldater vilket resulterade i att Zhao Kuo blev dödad och Zhao's arme kapitulerade.
Bai Qi beordrade en massaker på alla 400 000, eller till och med 450 000 överlevande från Zhao som begravdes levande.